# Samplingtiefe
Die Samplingtiefe, auch Bittiefe genannt, gibt die Anzahl der Bits an, die bei der Quantisierung eines analogen Signals pro Abtastwert (=Sample) verwendet werden. Sie bestimmt, in wie vielen Abstufungen die Amplitude repräsentiert werden kann. Die Samplingtiefe ist neben der Samplingrate der zweite Parameter, durch den der Digitalisierungsvorgang beschrieben wird.

## Grundlagen
Die Samplingtiefe bestimmt den Dynamikumfang des Signals. Näherungsweise wächst die Dynamik mit jedem Bit um 6 dB. Je höher die Samplingtiefe ist, desto höher kann die Dynamik sein und desto mehr Platz kann das digitalisierte Signal belegen.
Typische Samplingtiefen sind 8, 12, 16, 24 oder 32 bit. Die genaue Auflösung der Analog-Digital-Wandlung kann dabei auch diese nominellen Werte unterschreiten. Nur wenn der gesamte digitale Wertebereich genutzt wird, spricht man von echten 8/16/... Bit. Sie spiegelt die Qualität der Wandlung wider.

## Beispiel: Audio

Ein analoges Signal (rot) wird digital aufgenommen und gespeichert (blau). Die Samplingtiefe entspricht 4 Bit, was umgerechnet 16 verschiedene Zustände ermöglicht. Jeder Wert der Schwingung wird dem Zustand zugeordnet, der dem ursprünglichen Wert am nächsten kommt. Es lässt sich gut erkennen, dass mit zunehmender Samplingtiefe die Abstufungen feiner abgebildet werden können und so die Qualität steigt.

Üblicherweise wird der Wertebereich linear unterteilt, aber auch nicht-lineare oder adaptive Abstufungen sind möglich.
Audioanwendungen verwenden intern meistens eine höhere Genauigkeit als das Audiomaterial, das sie bearbeiten. Da Mischvorgänge (Multiplikation, Addition von Samples) häufig Zwischenergebnisse außerhalb der möglichen Samplewerte erzeugen, wird die Spanne bei Berechnungen vergrößert, um so ein Abschneiden oder Übersteuern zu vermeiden. Bei linearen Unterteilungen repräsentiert der Wert 0 die mittige Position der Lautsprechermembran, wohingegen minimaler und maximaler Wert des Datentyps dem maximalen Ausschlag der Membran nach vorn oder hinten entsprechen.
8-, 16- und 24-bit-Samples sind häufig vorzeichenbehaftete Ganzzahltypen, 32-bit-Samples kommen in Studioumgebungen auch als IEEE-Gleitkommazahlen vor. Ein Über- oder Unterschreiten der zugehörigen Wertebereiche führt bei Ganzzahl-Arithmetik zum Über- oder Unterlauf. Eine leichte Lautstärkenerhöhung am oberen Ende des möglichen Pegels resultiert daher nicht in noch lauteren Tönen, sondern wird zyklisch auf das untere Ende des Wertebereichs abgebildet. Dadurch müsste der Lautsprecher von der maximalen Auslenkung blitzartig zur maximalen entgegengesetzten Position schwingen, was vom Zuhörer als extreme Verzerrung wahrgenommen wird. Um diese zu verhindern, wird häufig (in AD-Wandlern generell) der Über-/Unterlauf durch eine Sättigungsfunktion (Clipping) ersetzt.

### Arithmetisches Beispiel für 16 bit linear-PCM
Die Audio-CD verwendet 16 bit linear-PCM:
- Wertebereich: {\displaystyle -2^{15}} … {\displaystyle 2^{15}-1}
- C-Typ: int16 (signed)
- Ada: type cd_sample is range −2**15 … 2**15−1;

Zum maximalen positiven Wert (0111111111111111, dezimal 32767), wird 1 addiert, und man erhält den maximalen negativen Ausschlag (minimaler Wert) (1000000000000000, dezimal −32768):
|   | 0111111111111111 | (32767)  |
| + | 0000000000000001 | (1)      |
| = | 1000000000000000 | (−32768) |

Dieser als Clipping hörbare Überlauf kann vermieden werden, indem Berechnungen auf 16-bit-Samples mit beispielsweise 24 bit Genauigkeit ausgeführt werden.